# 松本充代
松本 充代（まつもと みちよ、1962年4月20日 - ）は、日本の漫画家。

## 人物・経歴

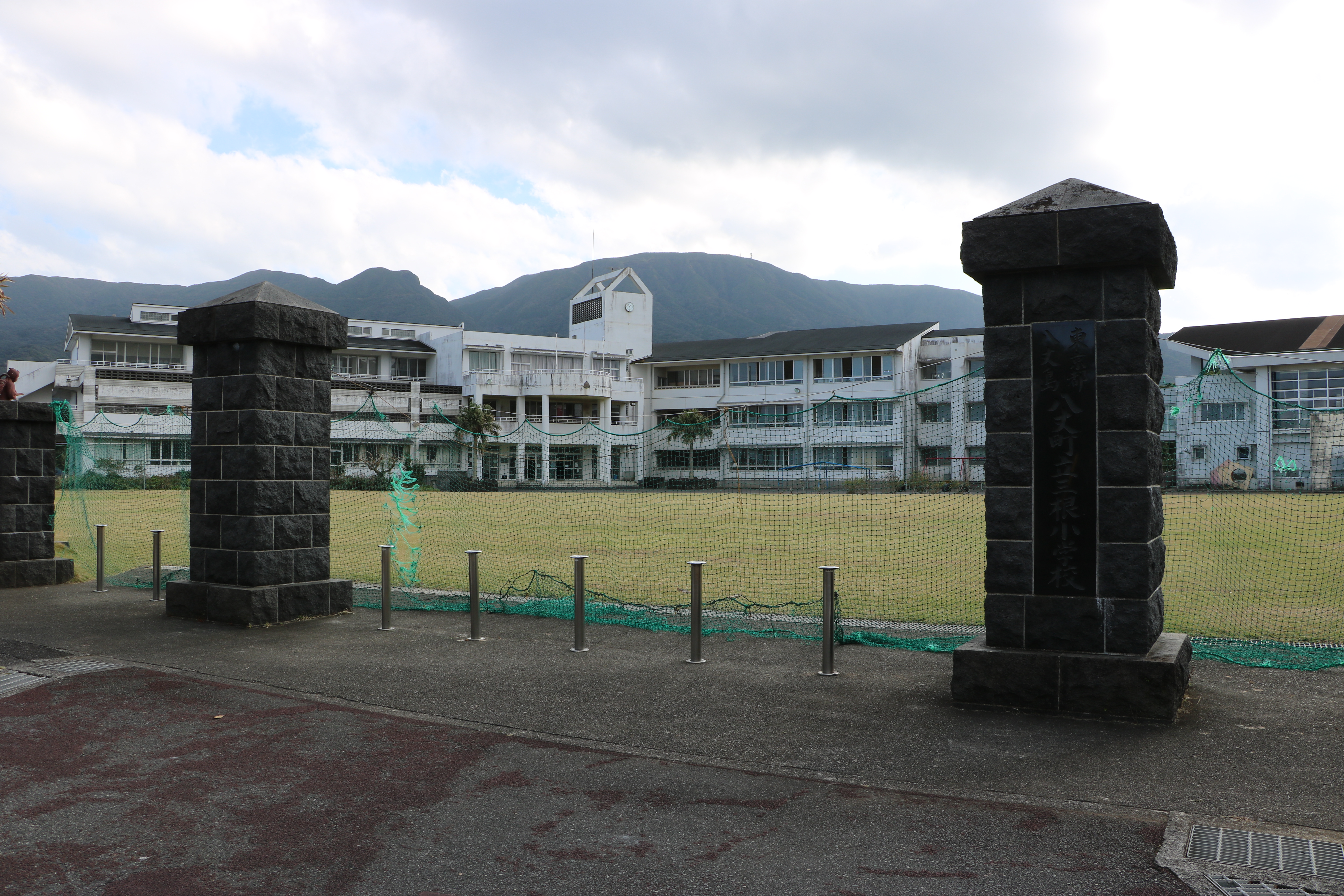
母校の八丈町立三根小学校（八丈町三根341）

女性、東京都八丈町（八丈島）出身。単行本『ダリヤ・ダリヤ』巻末の描き下ろしイラストエッセイ「むかし」では、母校の八丈町立三根小学校で過ごした少女期の体験が綴られている。
1982年、青林堂の月刊漫画雑誌『ガロ』4月号掲載の短編漫画「糸口」でデビュー。松本は『ガロ曼荼羅』に寄稿した「『ガロ』の魅力」で「私は長井勝一編集長の、"火の車だけど自腹を切っても漫画を出す" という姿勢に揺り動かされて（デビュー作を）投稿しました。」と述べている。
1980年代から1990年代にかけては『ガロ』を舞台に、いわゆる「ガロ系」の漫画家として活動し、2000年代以降は青林工藝舎の漫画雑誌『アックス』などに作品を発表する。作品は短編漫画が大半を占める（作品リスト#漫画作品を参照）。
またイラストレーターとしても活動し、書籍の挿絵を手がけるほか（作品リスト#イラスト・作画担当を参照）、日本経済新聞社『日経流通新聞』や光文社『女性自身』などにイラストや漫画を書く。2010年代から2020年代にかけてはイラストやカットの仕事が主流となり、2022年にはタウン誌『月刊日本橋』にて4ページ漫画を連載する。
1980年代から1990年代にかけての初期作品は再刊されていないため、単行本は入手困難となっているが、電子書籍サイトで購入して読めるものもある。

## 作品リスト

### 漫画作品
- 『お・あ・い・そ』 青林堂　1984年5月7日　ASIN B000J73C8G
  - 収録作品：Love Letter／ふたりの時間／一線／先日の事／糸口／紫煙の空／通気／PATTERN／焦燥／流れない／自己実現／呼吸法／ひま／こいびと／性格改善委員会／はる（あとがき）[7]
- 『健康不良の学生』 青林堂　1985年10月5日　ISBN 978-4-792601447
  - 収録作品：星の中／キセイガイネン／二十四の私の中に／健康不良の学生／背景／訪問者／肉欲／私はこうして生きてゆけはするけれど／鋼鉄のからだ／成人の日／午前四時～／放課後／解説「孤高の作家」齋藤愼爾[8]
- 『記憶のたまご』 青林堂　1987年2月　ISBN 978-4-792601638
  - 収録作品：ひまなきもち／ユメ (I) ／暇づくり／吸収への憎悪／秋ぐち／ユメ (II) ／しあわせ／女の声帯／長い夢／曖昧な毎日／対話／小室まさえ覚え書き／天然の夏／貴方と私のこと／そうしてやなおとな／たった一度の甘い息[9]
  - ブックデザイン：久住昌之[9]
- 『青のマーブル』青林堂　1988年11月　ISBN 978-4-792601850
  - 収録作品：清めのプール／所有物／高校生でいたくない／この世の女子／木村雪／レトロパンクス／マーブル／遠くに聞こえる／うめられぬ思い／あなたとわたしは一心同体／死んでゆくものたち／愛情のほとんど／したでにでればつけあがる／天上の精神にお約束、して[10]
- 『ダリヤ・ダリヤ』 青林堂　1990年9月1日　ISBN 978-4-792602017
  - 収録作品：基本的青春／アイ・ラビ・ユー／せん／安城君へよせる想い／暗い夜に近くなる／ひらかないこころ／乳白色の水／抱けない理由／秋田智世／決められた事／赤い日／過去の恋愛／僕の声／DREAM OF WEDDING／理想の子供／触らない関係／12歳／よるくうき／解説「全てお肉になる日まで」村上知彦／むかし（描き下ろしイラストエッセイ）[11]
- 『私に足りないもの』河出書房新社（カワデ・パーソナル・コミックス 34）1992年10月　ISBN 978-4-309725345
  - 収録作品：私に足りないもの／India Paper／一生の一度／ボクラノコドウ／約束／日常の一点／BIG GUN／1989年秋、カザンの夜／ブルー・ブルー／さとみちゃんのブルー・ブルー／トラッシュ／あとがき[12]
- 『DROP BY DROP』 アスキー（アスペクトコミックス）1998年5月　ISBN 978-4-757200845
- 『潜む声 鏡の中の遺書 その他の短編』アスキー（アスペクトコミックス）1999年1月　ISBN 978-4-757203198
  - 収録作品：潜む声（前編・中編・後編）／鏡の中の遺書（前編・後編）／世界の中の一人 全体の自分／過ぎし日 積みし日／Weed of the Shallows ウィード オブ ザ シャロウズ／解説「松本充代について」[13]
- 『Dutch Doll』青林工藝舎　2006年7月21日　ISBN 978-4-883792191
  - 収録作品：Dutch Doll（前編・中編・後編）／浮遊するからだ／深く薄い肉に宿る／眠る空（第一話・第二話・第三話）[14]
  - 装幀：井上則人（井上デザイン）[14]

### イラスト・作画担当
- 『まんが家庭料理の達人―楽しく読めて、今日のおかずにこまらない!!』共著：といさちこ著、光文社（女性自身実用ブツクス ）1989年11月　ISBN 978-4-334900199[注釈 1]
- 『一緒に産もうよ』共著：菊池浩子原作、主婦と生活社（エメラルドコミックス）1995年12月　ISBN 978-4-391905564
- 『きっと赤ちゃんが授かる!―まんがでわかる不妊治療』共著：田中温著、宙出版　1997年3月　ISBN 978-4-872879155
- 『まんがで丸わかり! はじめてのお葬式』共著：新郷由起著・寺尾俊一監修、イースト・プレス　2012年1月8日　ISBN 978-4-781606828